# Calceolaria lobata
Calceolaria lobata är en toffelblomsväxtart som beskrevs av Antonio José Cavanilles. Calceolaria lobata ingår i släktet toffelblommor, och familjen toffelblomsväxter. Inga underarter finns listade i Catalogue of Life.